# Medal jubileuszowy „300 lat Rosyjskiej Floty”
Medal Jubileuszowy „300 lat Rosyjskiej Floty” (ros. Юбилейная медаль «300 лет Российскому флоту») – państwowe odznaczenie Federacji Rosyjskiej.

## Historia
Odznaczenie zostało ustanowione dekretem Prezydenta Federacji Rosyjskiej z dnia 10 lutego 1996 roku nr 176 dla uczczenia 300. rocznicy powstania floty rosyjskiej i wyróżnienia osób z nią związanych. W dniu 6 maja 1996 roku dekretem nr 649 uzupełniono  listę osób, które mogły być wyróżnione tym odznaczeniem, dopisując kombatantów II wojny światowej.
Dekret Prezydenta Federacji Rosyjskiej z dnia 7 września 2010 roku nr 1099 o systemie odznaczeń państwowych nie wymienia tego odznaczenia jako odznaczenie państwowe.
Odznaczenie jest jednostopniowe.

## Zasady nadawania
Odznaczenie było przyznawane:
- oficerom i marynarzom Marynarki Wojennej ZSRR, którzy uczestniczyli w działaniach bojowych w czasie wojny niemiecko-radzieckiej 1941 – 1945 i wojny radziecko-japońskiej 1945 roku[2].
- admirałom, generałom, oficerom, chorążym, podoficerom i marynarzom w czynnej służbie w Marynarce Wojennej, siłach morskich Federalnej Służby Granicznej Federacji Rosyjskiej, którzy byli wyróżnieni odznaczeniami państwowymi Federacji Rosyjskiej, RFSRR, ZSRR i nienagannie służyli przez okres co najmniej 10 lat na okrętach oraz w jednostkach lotniczych MW oraz co najmniej 20 lat lub więcej w innych jednostkach podległych Marynarce Wojennej w chwili wejścia w życie dekretu[1]
- pracownikom cywilnym Marynarki Wojennej, marynarzom statków badawczych i pracownikom naukowym zajmującym się badaniem mórz, rzek i rybołówstwem, jeżeli wcześniej otrzymali odznaczenia państwowe Federacji Rosyjskiej, RFSRR, ZSRR i pracowali nienagannie na statkach przez okres 15 lub więcej lat w dniu wejścia w życie dekretu[1].
- konstruktorom, kierownikom biur projektowych, instytutów badawczych, organizacji, instytucji  edukacyjnych, szefom kontrolnych centralnych instytucji przemysłu stoczniowego, pracownikom bezpośrednio zaangażowanym w budowę i naprawę okrętów oraz statków, jeżeli otrzymali już nagrody państwowe Rosyjskiej Federacji, RFSRR, ZSRR i pracowali nienagannie w przez okres 20 lub więcej lat w dniu wejścia w życie dekretu[1].
- szefom władz centralnych, szefom instytutów badawczych, instytucji edukacyjnych i badawczych zajmujących się badaniami mórz, rzek i rybołówstwem, jeżeli otrzymali już nagrody państwowe Rosyjskiej Federacji, RFSRR, ZSRR i pracowali nienagannie przez okres 20 lub więcej lat w dniu wejścia w życie dekretu[1].

Odznaczenie było nadawane jednorazowo.

## Opis odznaki
Odznaką medalu jest krążek o średnicy 32 mm, wykonany z posrebrzanego tombaku.
Na awersie odznaczenia z lewej strony jest rysunek budynku Admiralicji, a z prawej popiersie Piotra Wielkiego, twórcy rosyjskiej floty. Wzdłuż krawędzi w górnej części jest napis w języku rosyjskim 300  ЛЕТ  РОССИЙСКОМУ ФЛОТУ (pol. 300 lat Rosyjskiej Floty).
Na rewersie medalu w górnej części są daty 1696 i 1996. Poniżej wieniec z liści laurowych i dębowych, na których znajdują się dwie skrzyżowane kotwice: morska i rzeczna.
Medal zawieszony był na wstążce orderowej o szer. 24 mm w barwach bandery wojennej Rosji, kolejno paski: biały szer. 1 mm, niebieski szer. 7 mm, biały szer. 8 mm, niebieski szer. 7 mm i biały szer. 1 mm.